# Trattato di Mosca (1920 Urss-Lituania)
Il trattato di Mosca tra Russia sovietica e Repubblica di Lituania pose fine alle ostilità sorte dalla guerra lituano-sovietica e dalla guerra sovietico-polacca. Fu firmata il 12 luglio 1920. La Lituania otteneva Vilnius ed il riconoscimento dell'indipendenza oltre alla rinuncia sovietica di ogni pretesa territoriale, ma permetteva il passaggio delle truppe sovietiche nella guerra contro la Polonia. Questo fu causa dello scoppio della guerra polacco-lituana il 1º settembre. Si riconoscevano inoltre i confini orientali della Lituania. Nel periodo interbellico, i baltici dichiararono ufficialmente che i confini de jure erano quelli indicati dal trattato, sebbene comprendessero un territorio assai ampio e, in quel momento, occupato dalla Polonia.
Lo scambio dei documenti di ratifica avvenne il 14 ottobre 1920 in Russia. Il trattato fu poi registrato nella Raccolta di Trattati della Società delle Nazioni l'8 marzo 1921.

## Contesto storico
La Lituania si dichiarò formalmente indipendente dall'Impero russo il 16 febbraio 1918. A marzo, i bolscevichi sottoscrissero il trattato di Brest-Litovsk e rinunciarono a qualunque rivendicazione territoriale sui Paesi baltici. L'Ober Ost, l'autorità tedesca che occupava l'area, non permise alla Lituania di costituire un governo e le relative istituzioni, allestire un esercito o forze di polizia, o ancora poter definire i confini nazionali. L'indipendenza della Lituania rimase dunque una mera illusione a causa della forte pressione che i teutonici esercitavano ancora. Tale situazione venne a modificarsi con l'Armistizio di Compiègne che pose poi fine alla Grande Guerra nel novembre del 1918. I lituani si affrettarono ad adottare una costituzione provvisoria, formare un governo e istituire un esercito nazionale.
L'Unione Sovietica rinnegò il trattato di Brest-Litovsk, mostrando nuovamente le intenzioni di conquistare l'area baltica. Nel tardo dicembre 1918, i territori lituani furono invasi dall'Armata Rossa, una volta che i tedeschi si ritirarono alla fine del 1918. Questo evento segnò il via della guerre d'indipendenza lituana e la guerra polacco-sovietica. Nel giro di un mese, le forze sovietiche controllavano già ampie porzioni del nord e dell'est della Lituania. L'avanzata fu interrotta anche da alcuni volontari tedeschi. A Vilnius, i bolscevichi proclamarono la nascita della RSS Lituana, uno Stato fantoccio sovietico guidato da Vincas Mickevičius-Kapsukas. Nel febbraio del 1919, la RSS Lituana fu fusa con la RSS Bielorussa, dando vita alla Repubblica Socialista Sovietica Lituano-Bielorussa, detta anche Litbel. Lo stato ebbe vita breve, a seguito di efficaci operazioni militari compiute dai polacchi e dai lituani. Vilnius, capitale storica della Lituania, fu conquistata dai polacchi nell'aprile del 1919. I bolscevichi che ancora popolavano i territori baltici furono respinti alla fine di agosto. La Litbel cessò di esistere il settembre 1919, quando fu quasi del tutto conquistata dall'esercito polacco.

## Negoziati

### Ritardo nell'avvio delle relazioni diplomatiche
Mentre i bolscevichi venivano allontanati dai Paesi baltici, Lenin cercò di stipulare trattati di pace per evitare sentimenti anti-bolscevichi in Europa. Il primo tentativo di avviare negoziazioni tra russi e lituani ebbe luogo l'11 settembre 1919, dopo che il Commissario del Popolo degli Affari Esteri della Russia Sovietica, Georgij Vasil'evič Čičerin, inviò una notifica con cui si attestava la volontà di sottoscrivere un trattato di pace. Questo fu un riconoscimento de facto dello Stato lituano come entità sovrana. Proposte simili furono inviate sia in Lettonia che in Estonia. Il 14 e il 15 settembre 1919, i Paesi baltici si incontrarono in un incontro trilaterale tenutosi a Tallinn e accettarono di avviare simultaneamente i negoziati di pace con i sovietici.
Tuttavia, la Lituania ritardò i contatti con Mosca e non ebbe luogo alcuna trattativa collettiva. I lituani temevano che i negoziati con la Russia comunista, isolata dalle politiche dell'Europa occidentale, avrebbero danneggiato le proprie relazioni proprio con quella parte del continente, la quale ancora non aveva riconosciuto la Lituania.
Mentre la Lituania si stava preparando per le prime elezioni democratiche con l'intento di eleggere un'Assemblea costituente, numerosi partiti auspicarono l'avvio delle trattative diplomatiche. Il 31 marzo 1920, Augustinas Voldemaras, Ministero degli Affari Esteri lituano, informò i diplomatici sovietici che la Lituania era pronta ad aprire i negoziati a condizione che Mosca riconoscesse la Lituania come Stato sovrano nei confini da lei definiti e Vilnius come capitale dello stesso.

### Posizioni dei negozianti
La delegazione lituana, guidata da Tomas Naruševičius, chiese alla Russia di riconoscere l'indipendenza della Repubblica lituana come successore naturale del Granducato di Lituania: la delegazione sovietica, guidata da Adol'f Abramovič Ioffe, era pronta a riconoscere la Lituania solamente sulla base del principio di autodeterminazione dei popoli. Le dispute territoriali furono il punto più controverso. La Lituania chiese di acquisire il controllo del precedente Governatorato di Kovno, Governatorato di Vil'na, Governatorato di Grodno e Governatorato di Suwałki. Queste zone, stando alla tesi lituana, erano etnicamente composte da comunità lituane. Il censimento di M. Balinsky del 1857 fu addotto come prova che il territorio era già allora composto dalla popolazione baltica. La Lituania asserì pure che gli ebrei e i bielorussi, minoranze variamente distribuite nella regione geografica lituana, desideravano essere parte di questo Stato. Furono, a tal scopo, chiamati in causa a rappresentare le rispettive comunità culturali Simon Rosenbaum e Dominyk Semashko. Fu stabilito che il territorio della Lituania potesse essere facilmente identificato dove risiedevano i Litvaks. La Polonia, nello stesso periodo, aveva comunque effettuato rivendicazioni territoriali sulle aree sud-orientali del Paese.
I sovietici decisero di riconoscere la sovranità dei lituani se questi avessero autorizzato l'Armata rossa a transitare sui propri territori, formando così un'alleanza militare per contrastare la Polonia, impegnata a contrastare i russi nell'offensiva di Kiev. I lituani furono tentati dall'opportunità di riguadagnare Vilnius, ma, dopo averci pensato su, rifiutarono. Anche se i russi potevano apparire come un alleato naturale contro la Polonia (per via della posizione geografica), i lituani decisero di rimanere in buoni rapporti con la Polonia e con i suoi alleati, soprattutto Francia e Regno Unito, nell'ottica di una strategia migliore a lungo termine. La Lituania informò i britannici dei piani russi, sperando che questo avrebbe dimostrato l'affidabilità della Lituania e avrebbe spinto a raggiungere un accordo ragionevole nei confronti della questione Vilnius, appartenente alla Lituania Centrale. Questa tattica non si dimostrò fruttuosa, poiché la Polonia era in stretto legame con i francesi (questi ultimi non intendevano romperli nell'ottica di una collaborazione antitedesca) e la pressione degli inglesi era troppo poco efficace per poter essere esercitata e far cambiare i piani strategici dei polacchi.
I negoziati furono lunghi e difficili. Mentre i russi stavano perdendo terreno a vantaggio dei polacchi, i quali avevano conquistato anche Kiev nel maggio 1920, i lituani continuarono a ritardare i colloqui. Il 22 maggio del 1920, la delegazione lituana minacciò persino di abbandonarli: alla fine, la situazione venne a modificarsi quando i russi contrattaccarono militarmente in maniera efficace e i lituani furono costretti a siglare il trattato il 12 luglio.

## Conseguenze

### Conflitto polacco-lituano

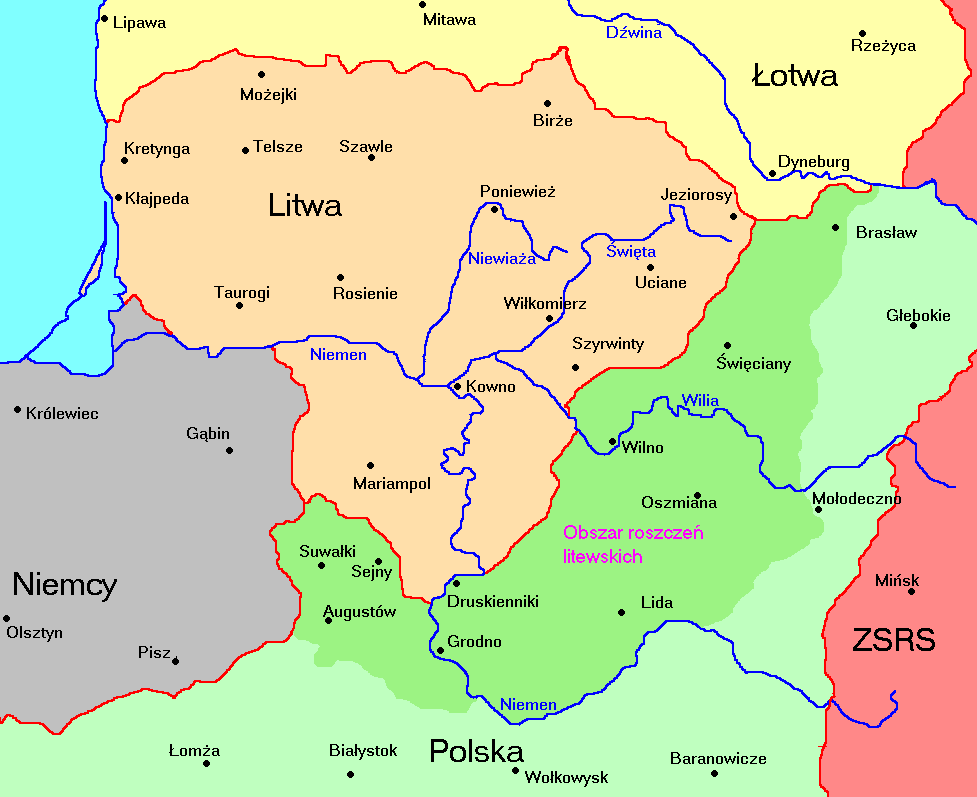
Lituania e le terre contese con la Polonia in verde scuro (corrispondenti grosso modo al Voivodato di Wilno)

Mentre il trattato veniva ultimato e poi sottoscritto, gran parte del territorio cui si faceva riferimento nel trattato era già sotto il controllo delle milizie bolsceviche. Mentre i polacchi si ritiravano dalla Russia occidentale, la Lituania tentò di assicurarsi i confini così come delineati dall'accordo. Fu così attraversata la c.d. linea Foch, la linea di demarcazione temporanea il 19 luglio, cercando di prendere il controllo delle zone ora assegnate ai lituani: l'avanzata procedette rapidamente, nonostante la resistenza dei polacchi, con qualche scontro degno di nota con l'armata in ritirata. Questa situazione provocò scontri nel sud della Lituania presso le città di Sejny, Augustów e Suwałki. Secondo lo storico Piotr Lossowski, i lituani aiutarono i sovietici fornendo supporto logistico.
Le truppe bolsceviche entrarono a Vilnius il 14 luglio 1920 e, incuranti di quanto sottoscritto, non intendevano cedere Vilnius. I sovietici intendevano infatti insediare un governo fantoccio (che poi confluirà nella Litbel), con l'intento di espandere la Rivoluzione mondiale. Lev Trockij e Michail Nikolaevič Tuchačevskij cercarono di creare le condizioni necessarie a rovesciare il governo lituano.
Il progetto non fu mai portato a termine, a seguito della sconfitta riportata dai russi nella battaglia di Varsavia tra il 13 e il 25 agosto 1920. Il 26 agosto, l'esercito polacco si stava avvicinando ai confini meridionali della Lituania: fu in quel momento che i sovietici trasferirono il controllo della capitale ai lituani, mentre l'Armata rossa si ritirava.
Nel corso del settembre dello anno, quando i polacchi stavano avendo la meglio e continuavano a far indietreggiare i russi verso est, l'esercito sovietico si mossero nel territorio della Repubblica lituana, ma le forze polacche che cercarono di inseguirli furono bloccate e arrestate. La dichiarata neutralità della Lituania fu messa in discussione dai polacchi, i quali accusarono la Lituania di aver permesso ai sovietici di attraversare i propri territori: lo Stato baltico non fu in grado di negarlo. Il trattato, a livello formale, non prevedeva la costituzione di nessuna alleanza militare tra russi e lituani, ma la posizione della Lituania come stato neutrale vacillò.
Lo storico Łossowski scrisse che la mancanza di neutralità della Lituania fu tale "da legittimare il governo polacco a ritenerla una nazione impegnata nei combattimenti e affiliati ai russi, con tutte le implicazioni politiche e legali che ne potevano perseguire". Lo storico Alfred Senn scrisse che "i lituani non poterono dichiararsi 'rigorosamente neutrali'" e che "i lituani non avrebbero dovuto sorprendersi del fatto che, alla fine di agosto, Varsavia rifiutò di riconoscere la neutralità di Kaunas".
Nel tardo agosto, alcuni diplomatici lituani e polacchi si incontrarono a Kaunas per negoziare la questione. Mentre erano in corso i colloqui, le truppe polacche ripresero il controllo di Sejny (luogo di una precedente rivolta del POW), Augustów e Suwałki a sud. La regione di Suwałki ha una grande importanza simbolica per i lituani come luogo importante per l'indipendenza. La Lituania avviò operazioni militari nell'area. Anche la Polonia reclamò l'area di Vilnius, costretta ad abbandonare la sua espansione verso la Russia a luglio. Questi scontri condussero alla guerra polacco-lituana a settembre. Seguì un intervento da parte della Società delle Nazioni che condusse alla firma del trattato di Suwałki il 7 ottobre 1920; gli effetti iniziarono a prodursi da tre giorni dopo. Tuttavia, il 9 ottobre, il generale polacco Lucjan Żeligowski diede il via ad un ammutinamento, invadendo la Lituania e assumendo il controllo di Vilnius. Il più della regione di Vilnius e Suwałki rimasero sotto il controllo polacco durante il periodo interbellico e le relazioni tra i due Stati potrebbero essere riassunte con un'espressione di Alfonsas Eidintas "nessuna guerra, nessuna pace".

### Lascito
Il trattato rappresentò un passaggio fondamentale nel riconoscimento internazionale della Repubblica lituana. La disposizione che permise il ritorno dei rifugiati e prigionieri lituani dopo la prima guerra mondiale fu un altro esempio ben accettato a livello sovranazionale. Tuttavia, l'Unione Sovietica non prese mai seriamente in considerazione la restituzione di beni storici e culturali.
La storiografia bielorussa odierna ha analizzato il trattato, soprattutto con riguarda alla cessione di territori popolati da comunità bielorusse (innanzitutto Hrodna, Ščučyn, Lida, Ašmjany, Smarhon', Pastavy, Braslaŭ, ma anche l'attuale contea di Vilnius compresa Vilna) e lo ha ritenuto un atto unilaterale delle autorità sovietiche, le quali hanno contribuito a far scemare l'elemento bielorusso negli anni per scopi militari e politiche strategiche.
Alcuni storici hanno sostenuto che se la Polonia non fosse prevalsa nella guerra polacco-sovietica, la Lituania sarebbe stata invasa dai sovietici e non avrebbe mai vissuto venti anni di indipendenza. Nonostante il trattato di pace stipulato tra lituani e sovietici, la Lituania fu prossima a diventare una costola permanente dell'URSS. La battaglia di Varsavia, ovviamente modificò i piani.